# Leonard Leisching
Leonard Leisching   (Johannesburg, 11 de setembre de 1934 - 25 de febrer de 2018) fou un boxejador sud-africà que va competir durant la dècada de 1950. De jove jugà al criquet i el futbol.
El 1952 va prendre part en els Jocs Olímpics d'Estiu de Hèlsinki, on guanyà la medalla de bronze de la categoria del pes ploma del programa de boxa. En semifinals va perdre contra el txecoslovac Ján Zachara, futur campió olímpic. Quatre anys més tard, als Jocs de Melbourne, quedà eliminat en quarts de final de la mateixa prova. En el seu palmarès també destaca una medalla d'or en el pes ploma als Jocs de l'Imperi Britànic de 1954.